# Victor Basch
Victor Basch (Budapest, 1863 - Lyon, 1944) fou un filòsof francès d'origen hongarès que va contribuir al camp de l'estètica i que va distingir-se públicament per la denúncia de l'antisemitisme, especialment en el Cas Dreyfus, pel qual va ser perseguit i posteriorment assassinat juntament amb la seva esposa.
Va destacar com a estudiós de l'estètica de Kant. És considerat la principal influència de Valentin Feldman. En el seu honor s'han erigit diversos monuments a França.